# Kenji Goto
Kenji Goto (Japans: 後藤 健二) (Sendai, 23 oktober 1967 – Syrië, 30 januari 2015) was een Japanse schrijver en een freelance journalist. Hij opereerde op plaatsen die werden geteisterd door oorlogen en conflicten en maakte reportages over onderwerpen als vluchtelingenproblematiek, armoede, aids en onderwijs over de hele wereld. 
Goto figureerde op 20 januari 2015 samen met de Japanner Haruna Yukawa als gijzelaar in een video van de in Syrië en Irak opererende islamistische terreurbeweging Islamitische Staat, waarin deze organisatie een bedrag van 200 miljoen Amerikaanse dollar van de Japanse regering als losgeld eist.

## Biografie
Goto werd in 1967 geboren in de stad Sendai in Japan. Na zijn afstuderen aan de Hosei Universiteit in Tokio in 1991, werkte hij voor een media-productiebedrijf voordat hij in 1996 zijn eigen onafhankelijke communicatiebedrijf oprichtte. Hij werkte ook met VN-organisaties, waaronder UNICEF en de VN-vluchtelingenorganisatie.
Hij versloeg het nieuws vanuit landen die door oorlog verscheurd werden, met name in Afrika en het Midden-Oosten, met een focus op het dagelijkse leven van gewone burgers in moeilijke tijden. Zijn werk behelst ook boeken en dvd's over bloeddiamanten en kindsoldaten in Sierra Leone, het conflict in Rwanda en de overlevenden, een tienermoeder in een Ests aids-dorp en meisjes en onderwijs in Afghanistan. In 2006 won Goto voor zijn boek met de titel Daiyamondo yori Heiwa ga Hoshii een Japanse prijs voor kinderboeken.
Zijn videorapportages werden op Japanse nationale zenders uitgezonden, waaronder Nippon Hoso Kyokai en TV Asahi.
Goto bekeerde zich in 1997 tot het christendom en was lid van de Verenigde Kerk van Christus, de grootste protestantse kerk van Japan. Ook in de context van zijn beroep sprak de journalist vrijelijk over zijn geloof. In oktober 2014 kregen hij en zijn vrouw een baby. Hij had al een dochter uit een eerder huwelijk.

## Gijzeling door ISIS
In oktober 2014 werd Goto als vermist opgegeven, nadat hij in Syrië zocht naar een andere Japanner, Haruna Yukawa, die in augustus gevangen was genomen door de militante moslims van Islamitische Staat (ISIS). Op 20 januari 2015 verscheen Goto samen met Yukawa in een door ISIS geregisseerde video. ISIS eiste in deze video binnen 72 uur een bedrag van 200 miljoen dollar van de regering van Japan voor de levens van Goto en Yukawa. De losgeldsom was gebaseerd op het bedrag dat de regering van Japan toezegde aan financiële steun aan de anti-IS-coalitie. Voor elke Japanse gijzelaar eiste ISIS hetzelfde bedrag aan losgeld als de totale financiële steun van Japan aan de coalitie. Op 23 januari smeekte zijn moeder, Junko Ishido, op een persconferentie in Tokio aan ISIS om haar zoon te sparen. De deadline verstreek op 24 januari 14.50 uur Japanse tijd (06.50 uur Midden-Europese Tijd). Na het verlopen van de deadline claimde ISIS de executie van een van de beide gijzelaars en in een video verscheen Goto met een foto van de onthoofde Yukawa. Japan reageerde bij monde van de premier Shinzo Abe woedend, veroordeelde de executie en eiste de vrijlating van Goto. Op 31 januari 2015 verspreidde IS via Twitter een video van de onthoofding van Goto.